# Clarkstown
Clarkstown är en kommun (town) i Rockland County i delstaten New York. Countyts huvudort New City ingår i Clarkstown. Vid 2020 års folkräkning hade Clarkstown 86 859 invånare. Kommunen grundades 1791 och den ingick i Orange County tills Rockland County grundades 1798.